# Slovakiens herrjuniorlandslag i ishockey
Slovakiens herrjuniorlandslag i ishockey (slovakiska: Slovenské národné hokejové mužstvo hráčov do 20 rokov) har som bäst tagit brons i juniorvärldsmästerskapet. Det skedde 1999 och 2015.

### Fotnoter
1. ↑  ”Championnat du monde des moins de 20 ans 1998/99” (på franska). Hockeyarchives. 30 juli 1999. http://www.passionhockey.com/hockeyarchives/U-20_1999.htm. Läst 26 juli 2015.
2. ↑  ”Championnat du monde des moins de 20 ans 2014/15” (på franska). Hockeyarchives. 30 juli 2015. http://www.passionhockey.com/hockeyarchives/U-20_2015.htm. Läst 26 juli 2015.